# 星のかけらを探しに行こう Again
「星のかけらを探しに行こう Again」（ほしのかけらをさがしにいこう アゲイン）は、福耳の1枚目のシングル。1999年7月14日にキティより発売。

## 概要
- 初回限定盤は、オフショットブックレット付き限定パッケージ。

## 参加アーティスト
- 杏子
- 山崎まさよし
- スガシカオ

## 参加ミュージシャン
星のかけらを探しに行こうAgain
- 杏子, スガシカオ：Vocal
- 山崎まさよし：Vocal, Guitar, Blues Harp
- 間宮工：Guitar
- 中村"キタロー"幸司：Bass
- 森俊之：Keyboards
- 中村文俊：Manipulation

Happy Birthday (Live at Zepp Sapporo '98.4.12)
- 杏子：Vocal
- スガシカオ：Vocal, Guitar

星のかけらを探しに行こうAgain (Southern Milky Way Version)
- 杏子, 山崎まさよし, スガシカオ：Vocal
- 田村玄一：Keyboard, Programming
- 馬場一嘉：Guitar
- 中村"キタロー"幸司：Bass

## 収録曲
1. 星のかけらを探しに行こう Again
（作詞:K・Y・O・K・O 作曲:馬場一嘉 編曲:福耳Project 弦編曲:森英治）
NHK BS 10周年 イメージソング
もともと1995年に杏子のシングルとしてリリースされた「星のかけらを探しに行こう」をリメイクしたもの。
当時、この曲が披露されたのはTBS系『うたばん』（1999年8月19日放送）に出演時のみである。
2. Happy Birthday (Live at Zepp Sapporo '98.4.12)
（作詞・作曲：スガシカオ 編曲:スガシカオ・杏子）
3. 星のかけらを探しに行こう (Southern Milky Way Version)
（作詞:K・Y・O・K・O 作曲:馬場一嘉 編曲:田村玄一・福耳Project）
4. 星のかけらを探しに行こう (Backing Track)
（作曲:馬場一嘉 編曲:福耳Project 弦編曲:森英治）

## カヴァーアーティスト
- SISTER KAYA - アルバム『Heartful Lovers』（2009年）に収録
- LUVandSOUL - アルバム『Harmony』（2012年）にDuet With SAYとして収録。
- 菊地真・如月千早・四条貴音 - 家庭用ゲーム『THE IDOLM@STER 2』のキャラクター。アルバム『MASTER ARTIST 2 -First Season-』にてカバー曲をユーザーからのリクエストを募り、本曲が選考されている。